# Trischidocera
Trischidocera är ett släkte av tvåvingar. Trischidocera ingår i familjen parasitflugor.
Kladogram enligt Catalogue of Life:
| Trischidocera | \| \| Trischidocera sauteri \| \| \| \| \| \| Trischidocera yunnanensis \| \| \| \| |
|               | \| \| Trischidocera sauteri \| \| \| \| \| \| Trischidocera yunnanensis \| \| \| \| |
|               | Trischidocera sauteri                                                               |
|               |                                                                                     |
|               | Trischidocera yunnanensis                                                           |
|               |                                                                                     |